# Chris Johnson
Chris Johnson, född 25 april 1958 i Arcata i Kalifornien, är en amerikansk professionell golfspelare.
Johnson tog sin examen 1980 vid University of Arizona och samma år blev hon medlem på den amerikanska LPGA-touren. 1984 kom hennes första seger på touren och hon har sedan den vunnit ytterligare åtta tävlingar.
Hennes största seger i karriären kom i 1997 års LPGA Championship då hon vann efter särspel mot Leta Lindley.
Hon deltog i det amerikanska Solheim Cup-laget 1998.

## Meriter

### Majorsegrar
- 1997 LPGA Championship

### LPGA-segrar
- 1984 Samaritan Turquoise Classic, Tucson Conquistadores Open
- 1986 GNA/Glendale Federal Classic
- 1987 Columbia Savings LPGA National Pro-Am
- 1990 Atlantic City Classic
- 1991 PING/Welch's Championship
- 1995 Star Bank LPGA Classic
- 1997 Safeway LPGA Golf Championship